# Dwarsfluit
De dwarsfluit wordt zoals de naam aangeeft, dwars op de lippen geblazen; de luchtstroom uit de mond staat haaks op de boring van het instrument. De kleinere en hoger gestemde uitvoering wordt piccolo genoemd, de grotere uitvoeringen altfluit en basfluit. De moderne dwarsfluit, tegenwoordig meestal van metaal, is door Theobald Böhm ontwikkeld uit de traverso (barokfluit) die meestal van hout was (zie hieronder bij Geschiedenis).
Een dwarsfluit bestaat uit een smalle, rechte buis met drie onderdelen, namelijk het kopstuk met een lipplaat, het middenstuk of lichaam met kleppen die door de vingers bewogen kunnen worden en het voetstuk als extraatje om nog lagere noten te kunnen spelen. Hij wordt bij het spelen dwars naar rechts gehouden. De dwarsfluit heeft een toonomvang (ambitus) van meer dan 3 octaven.
De klank in de dwarsfluit wordt gevormd door luchtsplitsing. De lucht wordt gespleten door de rand van het gaatje in het kopstuk. Het stemmen van dit instrument gebeurt door het induwen of uittrekken van het kopstuk. Men moet het instrument inkorten voor een hogere toon en uittrekken voor een lagere toon. Men kan ook de toon een beetje veranderen door de lipspanning aan te passen. Om een mooie toon te krijgen moet men de tanden van elkaar houden, het gaatje in het kopstuk voor niet meer dan twee derde bedekken, en een mooie rechte houding aannemen.
Hoewel dwarsfluiten meestal van metaal zijn gemaakt, worden ze gerekend tot de houtblazers en niet tot de koperblazers. Het verschil tussen deze twee zit hem namelijk in de manier waarop de klank wordt geproduceerd, en niet in het materiaal van het instrument.

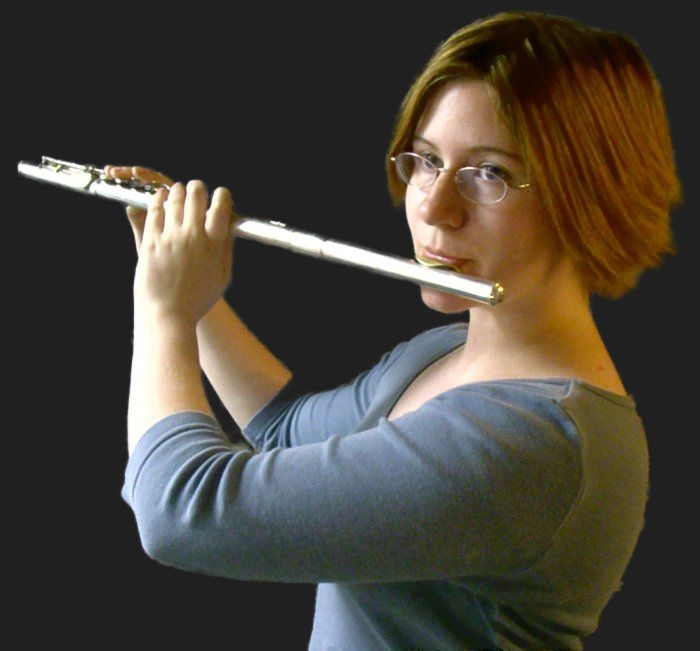
Fluitiste met dwarsfluit

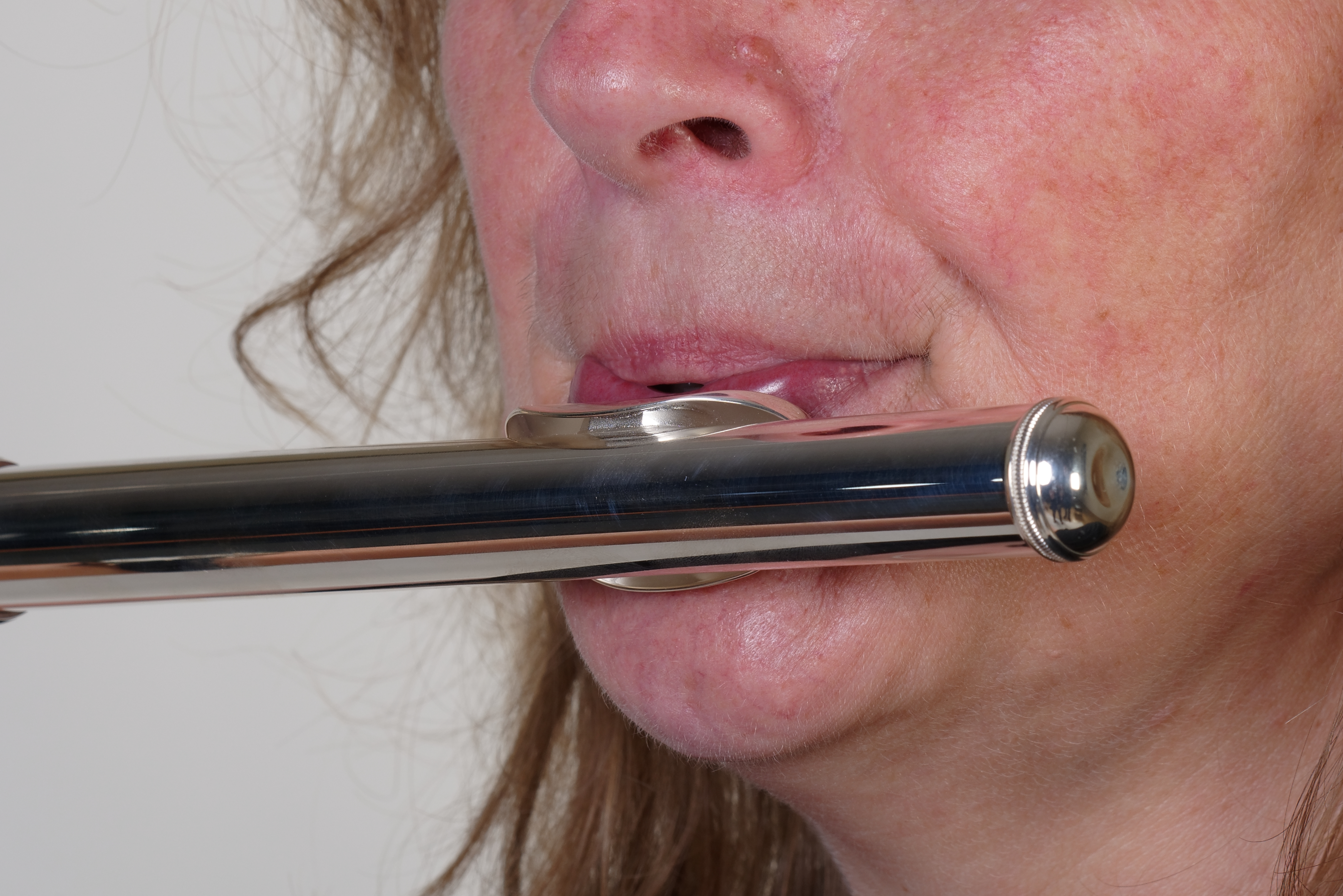
Fluitiste

## Geschiedenis
De oudst bekende dwarsfluit stamt uit de steentijd en was van bot gemaakt. De fluit werd wellicht gebruikt om vijanden en boze geesten weg te jagen. Hij werd waarschijnlijk ook gebruikt om signalen door te geven, en ook nog bij de jacht, om het geluid van een dier na te bootsen.
Drieduizend jaar geleden was de dwarsfluit in China al bekend. Deze fluit was van hout gemaakt. Negenhonderd jaar geleden werd de dwarsfluit in West-Europa ontdekt. Het was een kleine fluit die werd gebruikt in het muziekkorps van het leger. Deze fluit werd ook wel een pijp genoemd.
Hotteterre was een beroemde fluitenbouwer uit de 17e eeuw die de dwarsfluit verbeterde. De fluit bestond toen uit vier delen. Door het kopstuk uit te trekken en in te duwen kon de bespeler de fluit stemmen. De toongaten zaten dichter bij elkaar dan bij oudere instrumenten, zodat het instrument veel makkelijker te bespelen was. Er werd toen ook nog een klep aan toegevoegd, zodat ook het laatste toongat gesloten kon worden.
De toon van de dwarsfluit was veel beter te horen dan die van de blokfluit, zodat hij beter te gebruiken was in een orkest. De orkesten werden steeds groter en er ontstond in die tijd zelfs een echte fluitschool. Een aantal tonen van de dwarsfluit klonk nog steeds erg onzuiver. Dat kwam door de plaatsing van de toongaten (omdat die ver uit elkaar zaten, was het moeilijk om de gaten helemaal met de vingertoppen af te sluiten), door de beperkte grootte van de toongaten (die immers met een vingertop moesten worden afgesloten) en doordat vorkgrepen nodig waren om chromatisch te kunnen spelen.
De dwarsfluit zoals we die nu kennen, is begin 19e eeuw ontwikkeld door Theobald Böhm. Hij ontwierp een kleppensysteem waardoor het mogelijk is om met 10 vingers volledig chromatisch te kunnen spelen. Dit kleppensysteem (Böhm-systeem) is later (ten dele) overgenomen voor andere blaasinstrumenten zoals de hobo en de klarinet. Het kleppensysteem maakte het mogelijk om de toongaten veel groter te maken, waardoor de klank verbeterde. Ook kon het bereik uitgebreid worden tot de lage C. Ook wijzigde Böhm de boring van de fluit: het kopstuk van de Böhmfluit is conisch en niet cilindrisch zoals bij de traverso, terwijl het corpus juist cilindrisch is, in tegenstelling tot het conische (taps toelopende) corpus van de traverso. De moderne piccolo heeft nog wel de "oude" boring zoals de traverso die had, en ook de Ierse fluit gebruikt in de volksmuziek (bv. de Ierse folk) houdt vast aan deze "oude" boring zoals die van de traverso. Na Böhm namen veel fluitbouwers als Louis Lot in Frankrijk en Hammig in Duitsland zijn systeem over. Waar voorheen hout het voornaamste materiaal voor de dwarsfluitbuis was, kwam nu ook metaal (vooral zilver) in opkomst. Doordat in de 20e eeuw veel goedkoper in metaal te bouwen was, waren alle leerlingfluiten van metaal. Dat beïnvloedde ook het klankbeeld van de fluitisten. In orkesten en door professionele solofluitisten wordt nu echter weer meer en meer op hout gespeeld.

## Leden van de fluitfamilie
Van de moderne (Böhm)dwarsfluit is een groot aantal andere instrumenten afgeleid. Dit zijn alle transponerende instrumenten. Van hoog naar laag zijn dit alle instrumenten die tot de familie van de moderne dwarsfluit behoren:
- Piccolo meestal in C, soms in Des (klinkt een octaaf of kleine none hoger dan genoteerd);
- Treble flute in G (klinkt een reine kwint hoger dan genoteerd);
- Sopraanfluit in Es (klinkt een kleine terts hoger dan genoteerd);
- Concertfluit (ook C-fluit, Böhmfluit of gewoon "fluit" genoemd, het instrument waar dit artikel over gaat; klinkt zoals genoteerd);
- Flûte d'amour (ook tenorfluit genoemd) in Bes of A (klinkt een grote secunde of kleine terts lager dan genoteerd);
- Altfluit in G (klinkt een reine kwart lager dan genoteerd);
- Basfluit in C (klinkt een octaaf lager dan genoteerd);
- Contr'alto fluit in G (klinkt een octaaf lager dan de altfluit);
- Contrabasfluit in C (ook octobasfluit genoemd; klinkt twee octaven lager dan genoteerd);
- Subcontrabasfluit in G (ook dubbele contr'alto fluit genoemd; klinkt twee octaven lager dan de altfluit);
- Dubbele contrabasfluit in C (ook octocontrabasfluit of subcontrabasfluit genoemd, klinkt drie octaven lager dan genoteerd);
- Hyperbasfluit in C (klinkt vier octaven lager dan genoteerd).

Alleen de piccolo behoort naast de "gewone" fluit tot de standaardbezetting van het symfonie- en harmonieorkest. De altfluit wordt weinig voorgeschreven en de basfluit nog minder. De lage fluiten (lager dan de basfluit; ook wel harmoniefluiten genoemd) zijn alle in de 20e eeuw ontwikkeld, merendeels ten behoeve van fluitensembles en -orkesten. Ook in filmmuziek zijn deze lage fluittypes populair. Uiterst geschikt om een grimmige of lugubere sfeer te suggereren. Meestal worden ze gehuurd voor de duur van repetitie en opname.
Naast deze varianten op de moderne Böhm-fluit wordt nog steeds gespeeld op de barok-dwarsfluit, de traverso. De Ierse fluit zoals gebruikt in de volksmuziek, met name de Schotse en Ierse volksmuziek, lijkt erg op de traverso.

## Onderhoud
Een dwarsfluit moet voorzichtig in- en uit elkaar gehaald worden. Om de fluit van binnen schoon en droog te maken gebruikt men een zogenaamde wisserpen met een doek eromheen. Eventueel vocht kan men onder de polsters vandaan halen met sigarettenvloeitjes. Fluiten worden bij het bespelen van binnen nat doordat het vocht in de adem van de fluitist condenseert (en niet door speeksel, zoals soms gedacht wordt).

## Bekende fluitisten
- Zie Lijst van bekende fluitisten

## Repertoire

### Kamermuziek
Vergeleken met de andere houtblaasinstrumenten is er voor fluit relatief veel muziek geschreven. Enkele werken uit het standaardrepertoire:
- Fluit solo:
  - Johann Sebastian Bach - Partita in a-mineur (BWV 1013);
  - Claude Debussy - Syrinx;
  - Arthur Honegger - Danse de la chèvre;
  - Georg Philipp Telemann - 12 fantasieën.
- Fluit en piano, klavecimbel of basso continuo:
  - Johann Sebastian Bach - sonates voor fluit en klavecimbel of basso continuo (BWV 1030 - 1035);
  - Olivier Messiaen - Le merle noir voor fluit en piano;
  - Francis Poulenc - sonate voor fluit en piano;
  - Sergej Prokofjev - sonate voor fluit en piano;
  - Carl Reinecke - Sonate Undine voor fluit en piano;
  - Albert Roussel - Andante et scherzo, opus 51, voor fluit en piano;
  - Albert Roussel - Joueurs de flûte, opus 27, voor fluit en piano;
  - Franz Schubert - Introductie, thema en variaties op Trockne Blumen.
- Overige kamermuziek:
  - Wolfgang Amadeus Mozart - 4 fluitkwartetten voor fluit, viool, altviool en cello, waaronder fluitkwartet nr. 1 in D-majeur, KV 285;
  - Claude Debussy - sonate voor fluit, altviool en harp;
  - Albert Roussel - Trio voor fluit, altviool en cello, Serenade voor fluit, harp, viool, altviool en cello, en Elpénor voor fluit en strijkkwartet.

### Soloconcerten
Bekende concerten voor fluit en orkest zijn:
- Cécile Chaminade - concertino op. 107 voor fluit en orkest in D-majeur;
- François Devienne - 12 concerten voor fluit en orkest;
- Arthur Honegger - Concerto da camera voor (H 196) voor fluit, althobo en strijkorkest;
- Jacques Ibert - concert voor fluit en orkest;
- Wolfgang Amadeus Mozart - fluitconcert nr. 1 KV 313 in G-majeur; fluitconcert nr. 2 KV 314 in D-majeur; Andante KV 315 in C-majeur; concert voor fluit, harp en orkest KV 299 in C-majeur;
- Carl Nielsen - concert voor fluit en orkest;
- Carl Reinecke - fluitconcert en Ballade voor fluit en orkest.

### Symfonieorkest
De fluit wordt veel gebruikt als solo-instrument in werken voor symfonieorkest. Bekende werken met (een) belangrijke solo('s) voor fluit zijn:
- Johann Sebastian Bach - Ouverture (suite) nr. 2 in b-mineur; Matthäus Passion: aria Aus Liebe; Brandenburgse Concert nr. 5; cantate nr. 209 Non sa che sia dolore;
- Béla Bartók - Concert voor orkest;
- Ludwig van Beethoven - Ouverture Leonore nr. 3; symfonie nr. 6;
- Hector Berlioz - Symphonie fantastique;
- Georges Bizet - Carmen: Entr'acte uit de derde acte;
- Johannes Brahms - symfonie nr. 1 en symfonie nr. 4;
- Claude Debussy - Prélude à l'après-midi d'un faune;
- Antonín Dvořák - symfonie nr. 8 en symfonie nr. 9 (Uit de Nieuwe Wereld);
- Christoph Willibald Gluck - Orfeo ed Euridice: Menuet en Dans van de gezegende geesten;
- Gustav Mahler - symfonie nr. 9; Das Lied von der Erde: Abschied;
- Felix Mendelssohn - A midsummer night's dream: Scherzo; symfonie nr. 4 Italiaanse;
- Wolfgang Amadeus Mozart - Die Zauberflöte;
- Sergej Prokofjev - symfonie nr. 1 klassieke symfonie; Lieutenant Kije; Peter en de wolf; Romeo en Julia
- Maurice Ravel - Daphnis et Chloé (vooral tweede suite);
- Nikolaj Rimski-Korsakov - Scheherazade;
- Gioachino Rossini - Ouvertures tot L'Italiana in Algieri, Semiramide en Guillaume Tell;
- Camille Saint-Saëns - Le Carnaval des Animaux: Volière;
- Dmitri Sjostakovitsj - symfonie nr. 6, symfonie nr. 7; symfonie nr. 9; symfonie nr. 10;
- Richard Strauss - Salomé: Salomé's dans;
- Igor Stravinski - L'Oiseau de feu;
- Pjotr Iljitsj Tsjaikovski - De notenkraker: Dans van de Mirlitons (voor drie fluiten).

### Etudes
Componisten (allen fluitisten) die veel etudes en lesmethodes schreven voor fluit zijn onder anderen:
- Henri Altès
- Joachim Andersen
- Benoit Tranquille Berbiguier
- Giulio Briccialdi
- Leonardo De Lorenzo
- Louis Drouet
- Anton Bernhard Fürstenau
- Giuseppe Gariboldi
- Ernesto Köhler
- Marcel Moyse
- Paul Taffanel en Philippe Gaubert
- Trevor Wye